# Rhizophagus paralellocollis
Rhizophagus paralellocollis es una especie de coleóptero de la familia Monotomidae. Posiblemente se alimenta de larvas de moscas.

## Distribución geográfica
Originario de Europa; ha sido introducido en Estados Unidos. Se lo encuentra en tumbas, el nombre común en inglés, "graveyard beetle", se refiere a eso. También en sótanos con moho, hojarasca húmeda, restos en descomposición, huesos.